# Sacoșu Turcesc
Sacoșu Turcesc es una comuna ubicada en el distrito de Timiș, Rumania.

## Superficie
Posee una superficie de 124,5 kilómetros cuadrados.

## Demografía
Hasta 2021 la población era de 3392 habitantes, con una densidad de población de 27,24 habitantes por kilómetro cuadrado.